# Pivovar Prokopák
Pivovar Prokopák se nachází v obci Klukovice na jižním úbočí Prokopského údolí v teritoriu Prahy 5 (na adrese: Do Klukovic 305, 152 00 Praha) v původní budově bývalého hostince „U Kosů“ pojmenovaném po jeho zakladateli Antonínu Kosovi. Ten v roce 1909 postavil jeho první část a o pět let později (v roce 1914) přistavěl hlavní část zahradní restaurace, jejíž součástí byla i prosklená terasa. V roce 1926 ke stávajícímu hostinci dostavěl taneční sál. V hospodě s tančírnou se za první republiky pořádaly nejen taneční večery za hudebního doprovodu živých kapel, ale sál hostil i občasná divadelní představení. Začátkem druhé světové války byla budova hostince zabrána německou armádou a sloužila jako ubytovna dělníků, kteří pracovali v nedaleké podzemní zbrojní továrně. Po únoru 1948 rodina Kosů, kteří v objektu stále bydleli, již nemohla (z pochopitelných důvodů) navázat na tradici soukromého hostince natož pak zde provozovat nějakou obdobu prvorepublikové tančírny. Budova ale dále sloužila jako obchod s potravinami nebo sklad švadlenky, po sametové revoluci (v roce 1989) byla v tančírně truhlářská dílna. Myšlenka založení pivovaru Prokopák se zrodila v roce 2017 a v roce 2019 byl tento rodinný minipivovar zprovozněn. Minipivovar se nachází v bývalých prostorách tanečního sálu. Součástí areálu pivovaru je i hostinec a zahrada se stolky pro hosty. 

Hostinec U Kosů
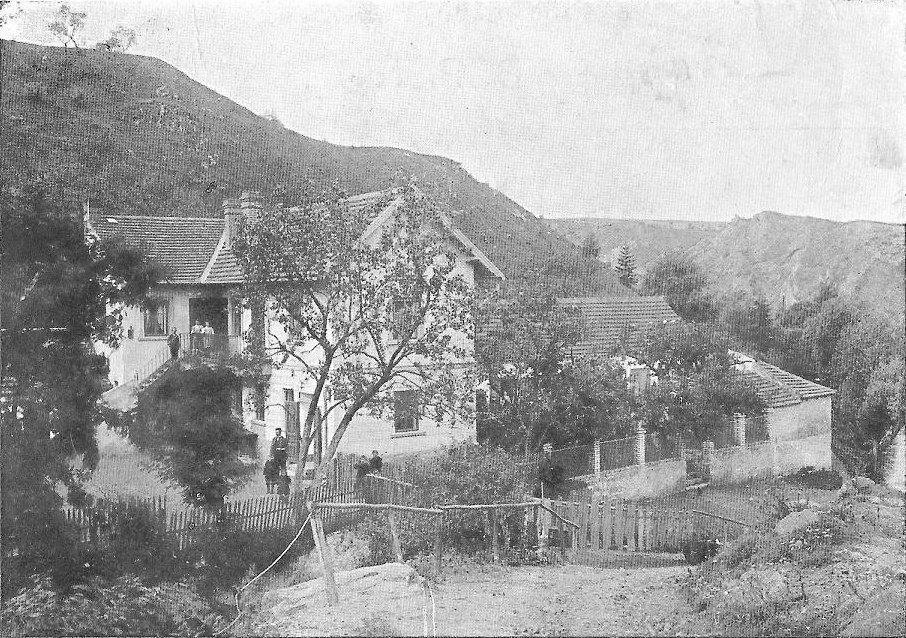
Na staré pohlednici (kolem roku 1920)
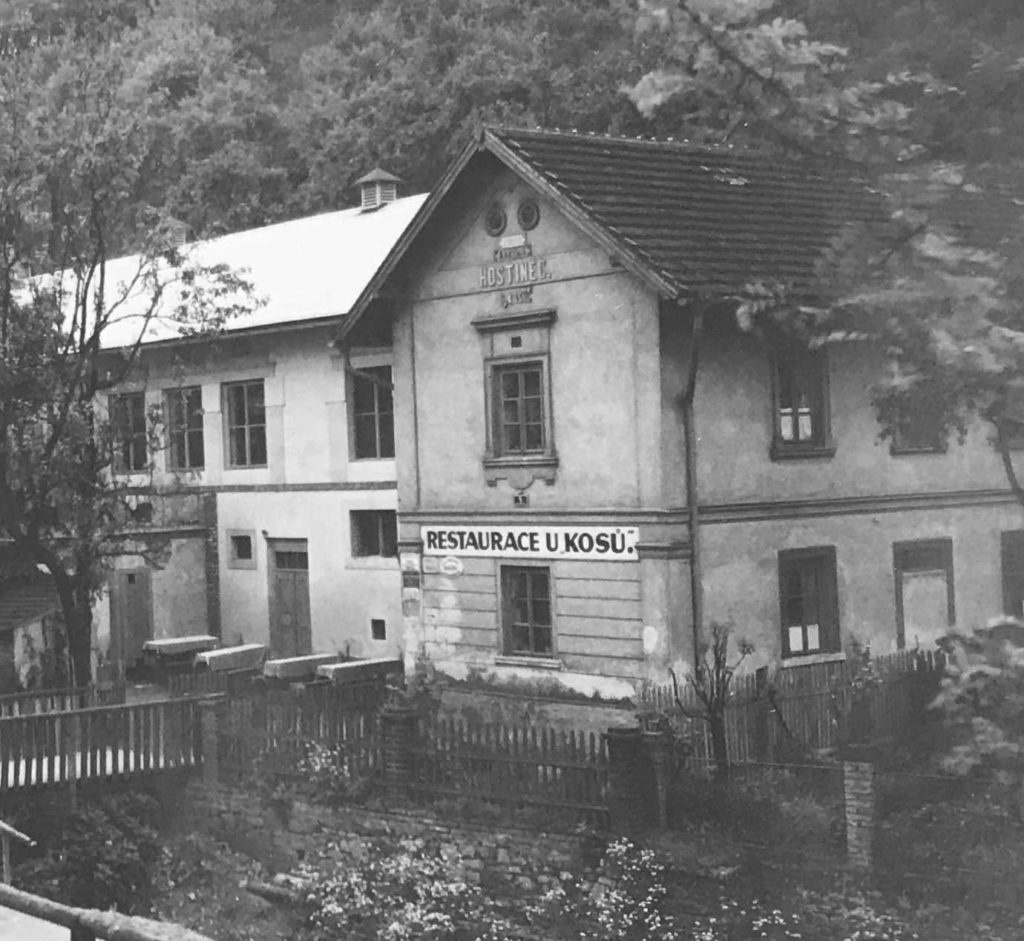
S přistaveným tančním sálem (před rokem 1939)
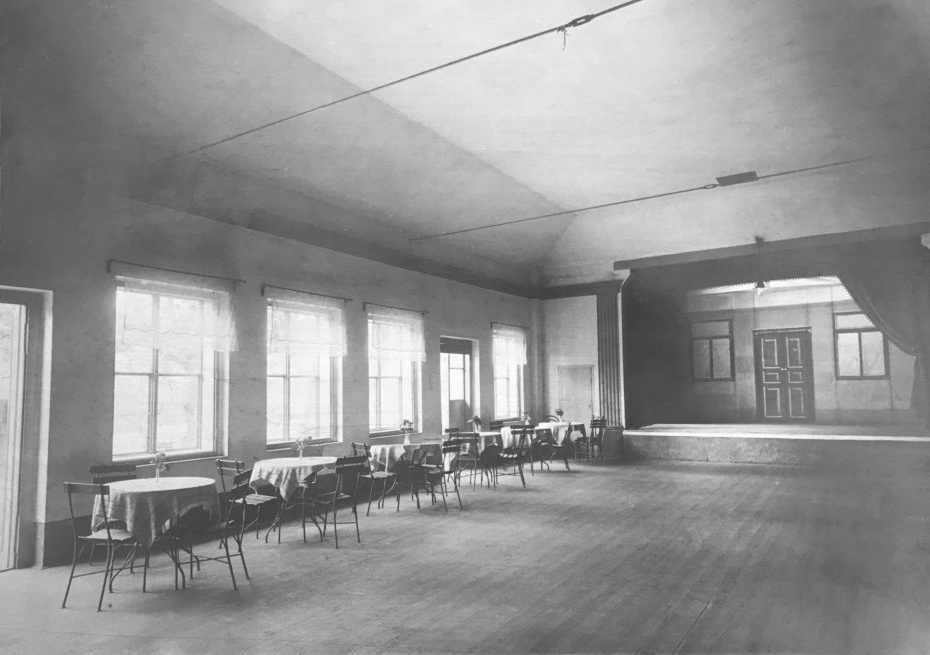
Vnitřek tanečního sálu (před rokem 1939)
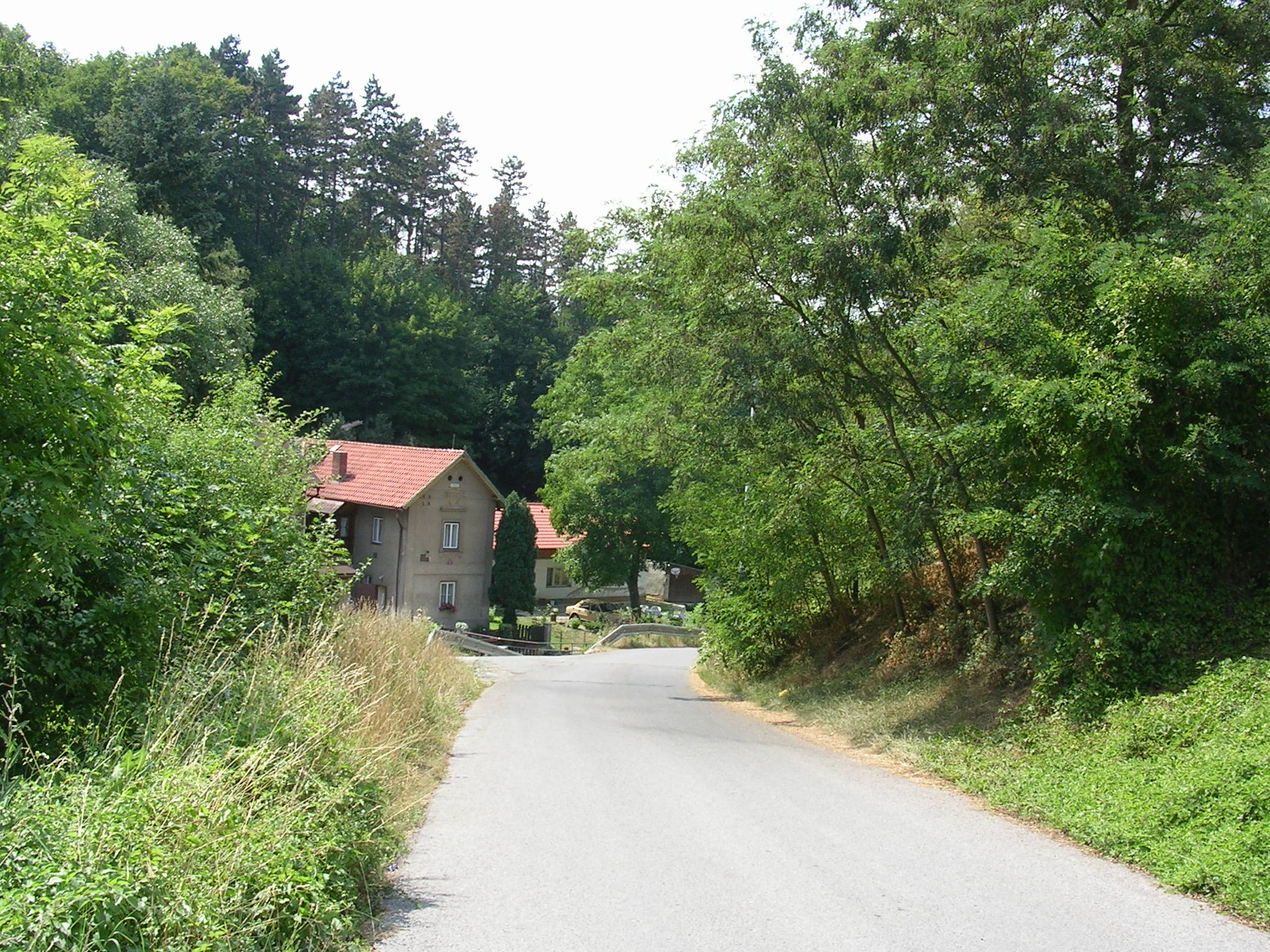
Rok 2006
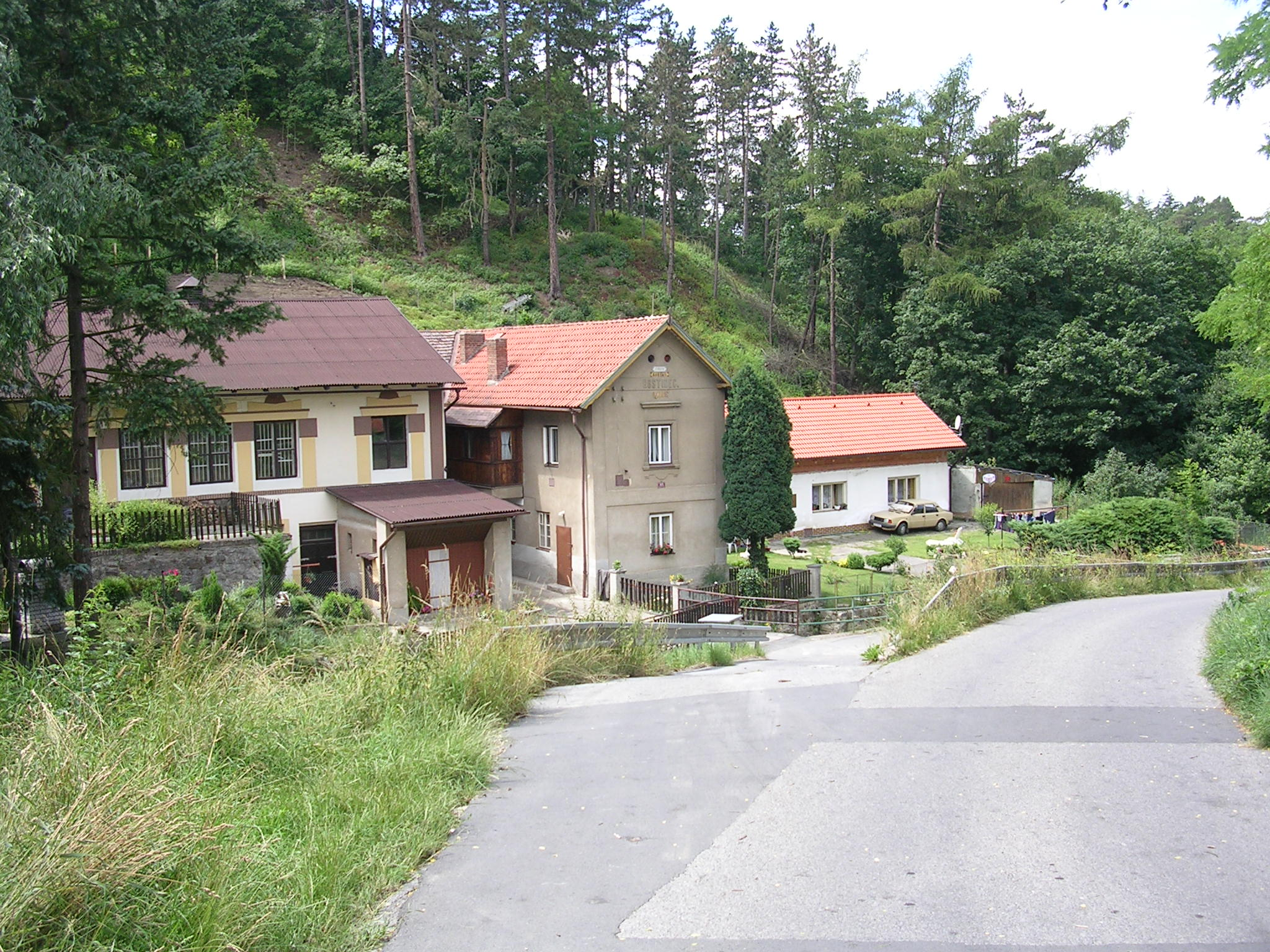
Rok 2008

## Produkce piv
- V produkci se minipivovar zaměřuje na piva českého i zahraničního typu[5] a na zpracování surovin od menších českých dodavatelů;[3]
- Pivovar produkuje nefiltrované a nepasterované[5] tradiční české ležáky a pivní speciály;[3][pozn. 2]
- České ležáky se vaří z chmele, který vyrostl v žatecké oblasti a pro piva zahraničního typu se používají australské a novozélandské chmely;[5]
- K vaření je využíván slad z humnové sladovny Klusáček v Kounicích u Českého Brodu[6], doplněný rovněž o speciální slady ze sladovny Weyermann v bavorském Bamberku;[5][7]
- Piva se vaří ve dvojnádobové varně o objemu 10 hektolitrů;[5]
- Pivo dále kvasí a zraje ve 20 hektolitrových cylindrokonických tancích (CKT);[5]
- K transportu a distribuci piva používá minipivovar Prokopák skleněné lahve, PET lahve a sudy (s objemy 10, 20, 30 nebo 50 litrů[5])[3]

Ukázka produkce pivovaru Prokopák
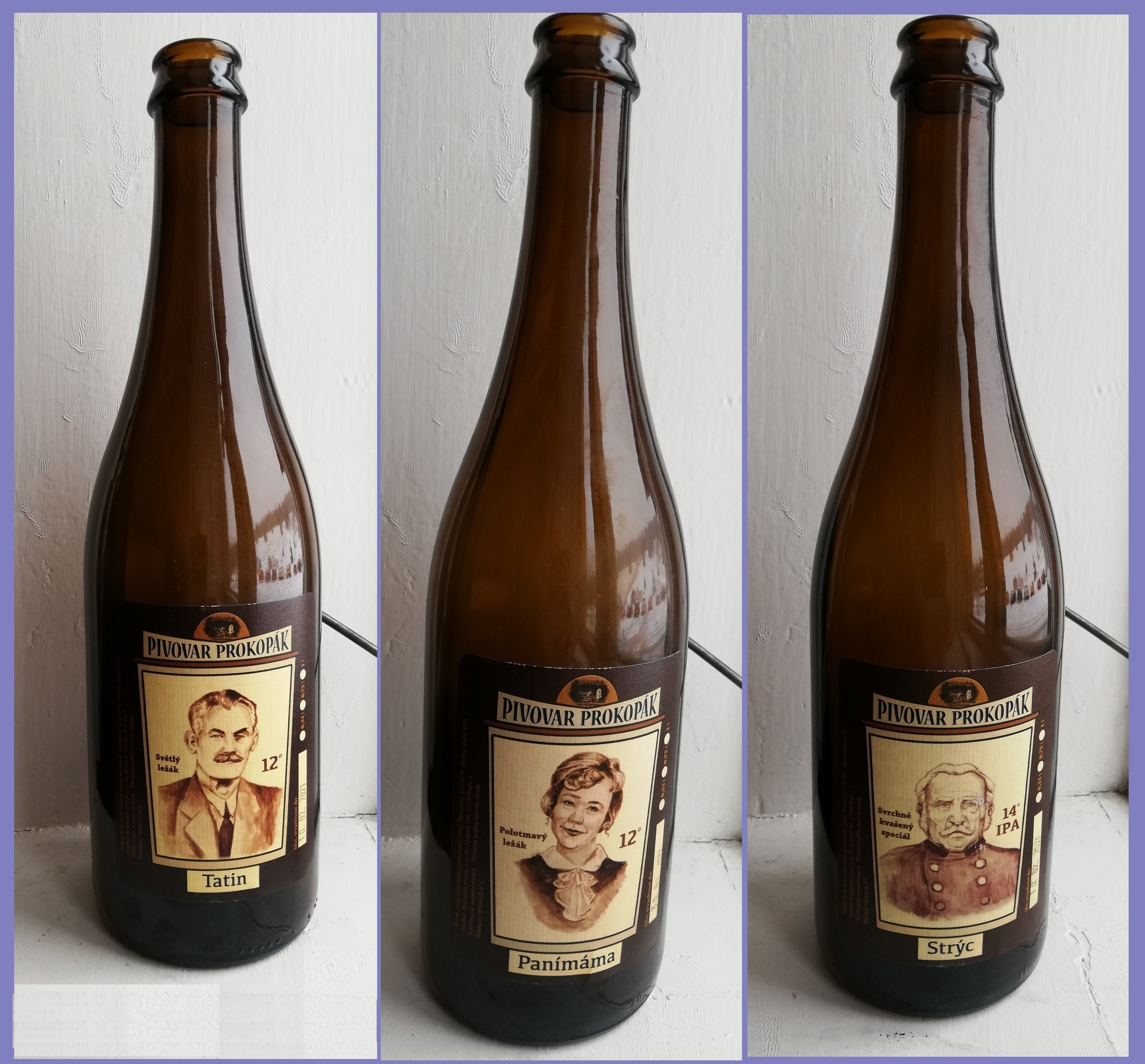
Tatin 12°; Panímáma 12°; Strýc 14° ve skleněných lahvích
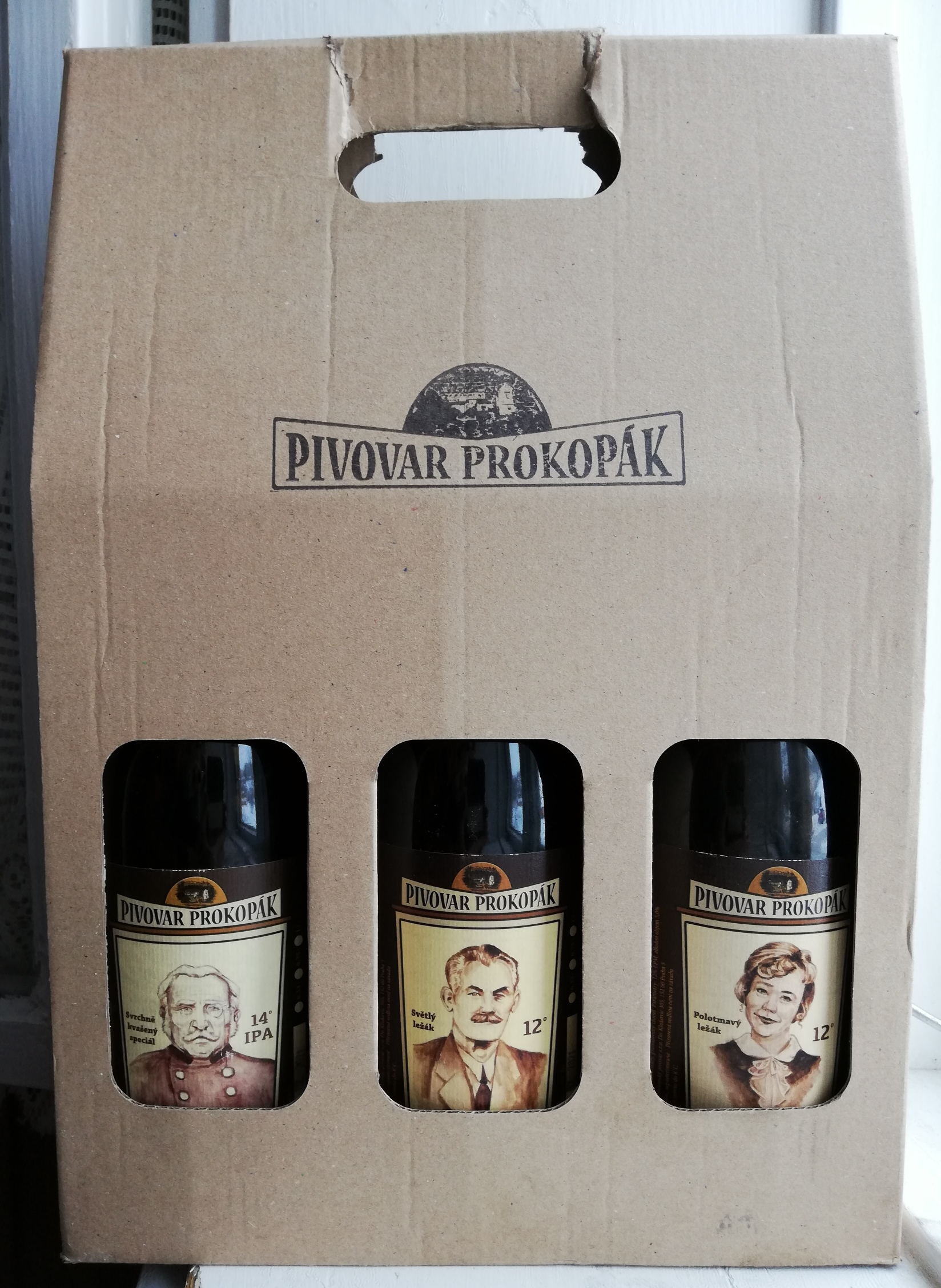
Papírová taška s logem minipivovaru na tři pivní lahve
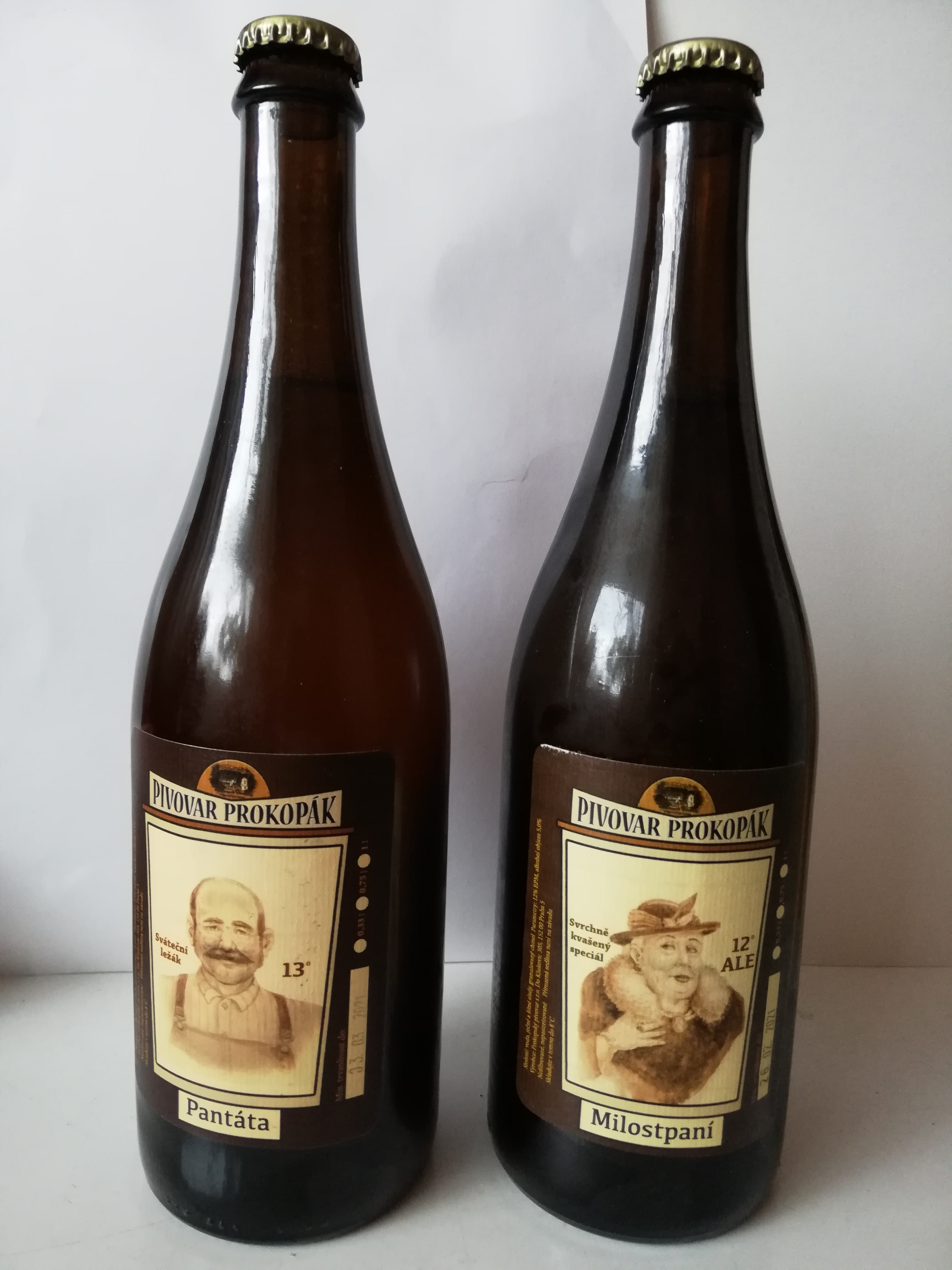
Pantáta 13°; Milostpaní 12° ve skleněných lahvích

## Sortiment piv
- Kluk 10° – Světlé výčepní pivo Kluk 10°[1] se vaří z plzeňského a mnichovského sladu (a chmelů Premiant a Harmonie) klasickou dekokční metodou na dva rmuty.[5] (Střední hořkost a světlejší barva).[5] Jméno piva je odvozeno od místní části pražských Hlubočep, tedy od bývalé malé vesnice Klukovice.
- Tatin 12° – Světlý ležák Tatin 12°[1] se vaří z plzeňského a mnichovského sladu (a chmelů Premiant a Žatecký poloraný červeňák) klasickou dekokční metodou na dva rmuty.[5] (Vyšší hořkost a zlatavá barva).[5] Inspirací pro portrét na láhvi s tímto světlým ležákem byla fotografie Antonína Kosa, zakladatele hostince a tanečního sálu.
- Panímáma 12° – Polotmavý ležák Panímáma 12°[1] se vaří z plzeňského, mnichovského a karamelového sladu (a chmelů Premiant, Žatecký poloraný červeňák a Harmonie) klasickou dekokční metodou na jeden rmut.[5] (Nižší hořkost, sladší chuť a jantarová barva).[5]
- Pantáta 13° – Sváteční ležák Pantáta 13° se vaří z plzeňského a mnichovského sladu (a chmelů Premiant a experimentální chmel Uran) klasickou dekokční metodou na dva rmuty.[5] (Vyšší hořkost a zlatavá barva).
- Holka 10° – Svrchně kvašený speciál ALE Holka 10°[1] se vaří z novozélandských chmelů WAKATU a KOHATU.[5]
- Milostpaní 12° – Svrchně kvašený speciál ALE Milostpaní 12°[1] se vaří z novozélandského chmele WAKATU.[5]
- Strýc 14° – Svrchně kvašený speciál IPA Strýc 14°[1] se vaří z aromatických australských chmelů Enigma a Victoria’s Secret.[5] (Chutí i vůní výrazné pivo).
- Děvenka 13° – Sezónní pivo Děvenka 13°.[1]
- Dlouhá noc 23° – Sezónní pivo Imperial Stout Dlouhá noc 23° s vysokým obsahem alkoholu (až 9 procent) se vaří 19 hodin a používá se až 10 druhů sladů (mezi nimi například pražený ječmen, pražené žito a pražená pšenice). (Plná chuť s kávovými a čokoládovými tóny).

Pivovar Prokopák (únor 2021)
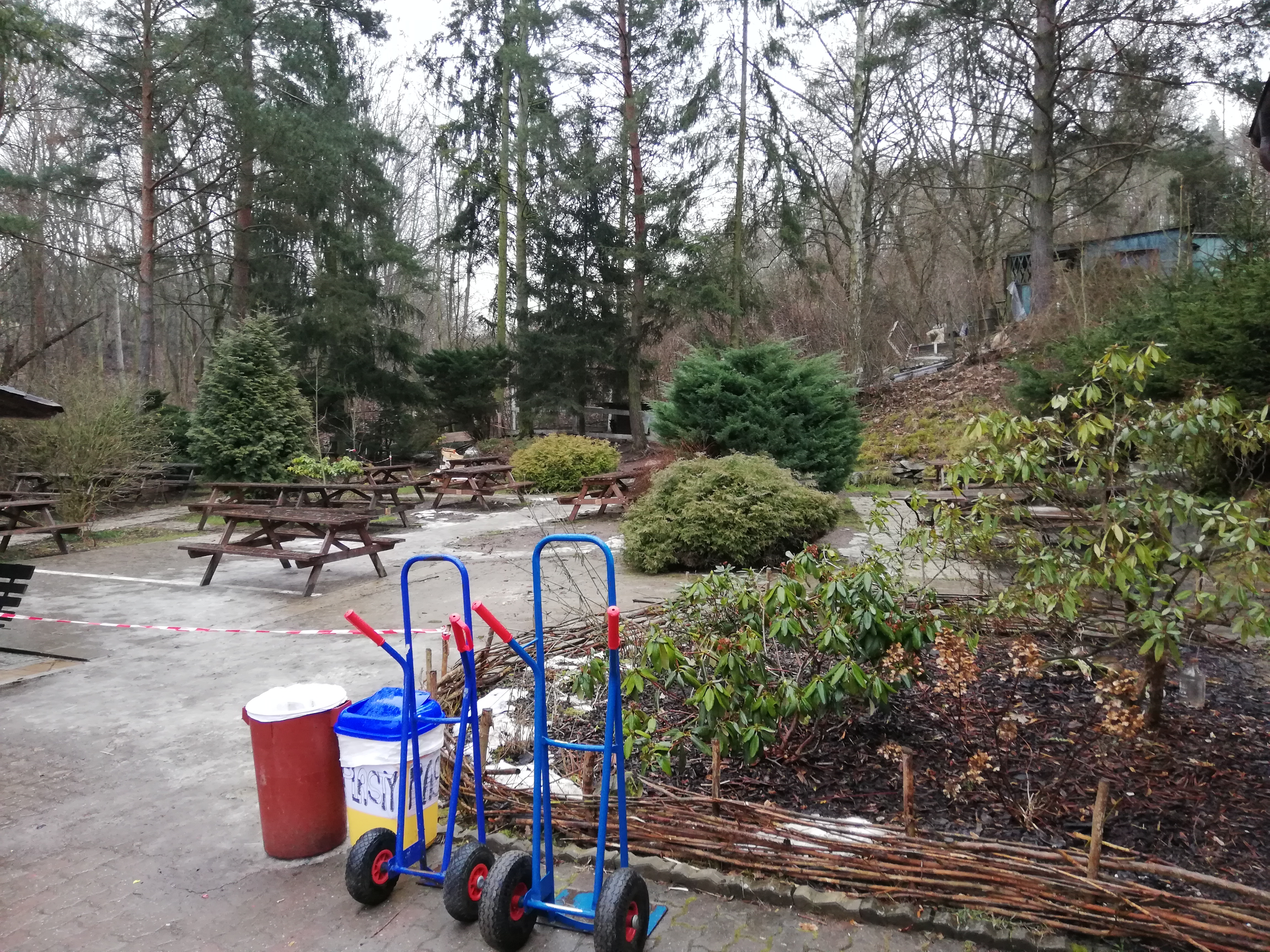
Zahrada v areálu pivovaru
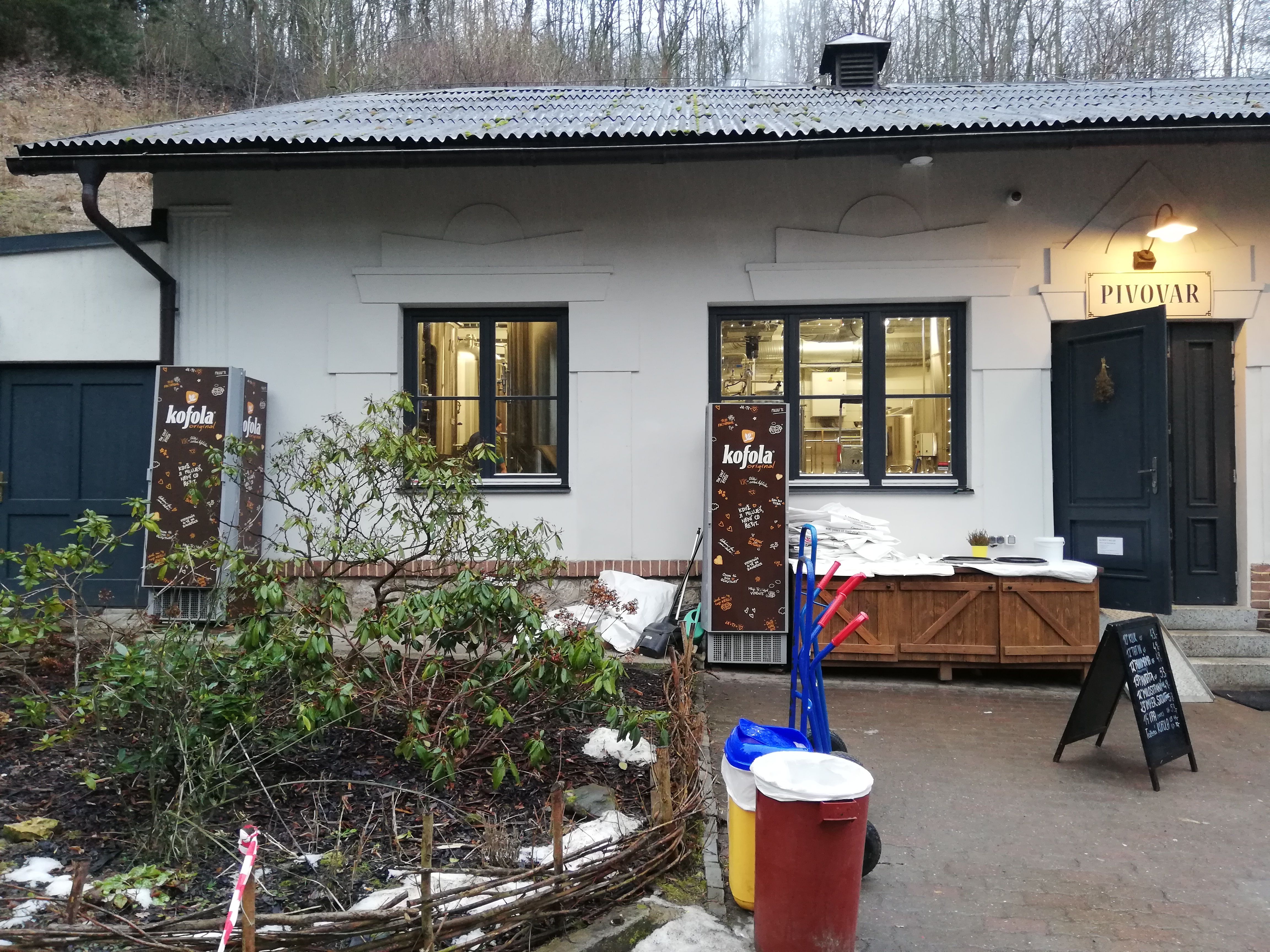
Levá část budovy (vlastní pivovar)
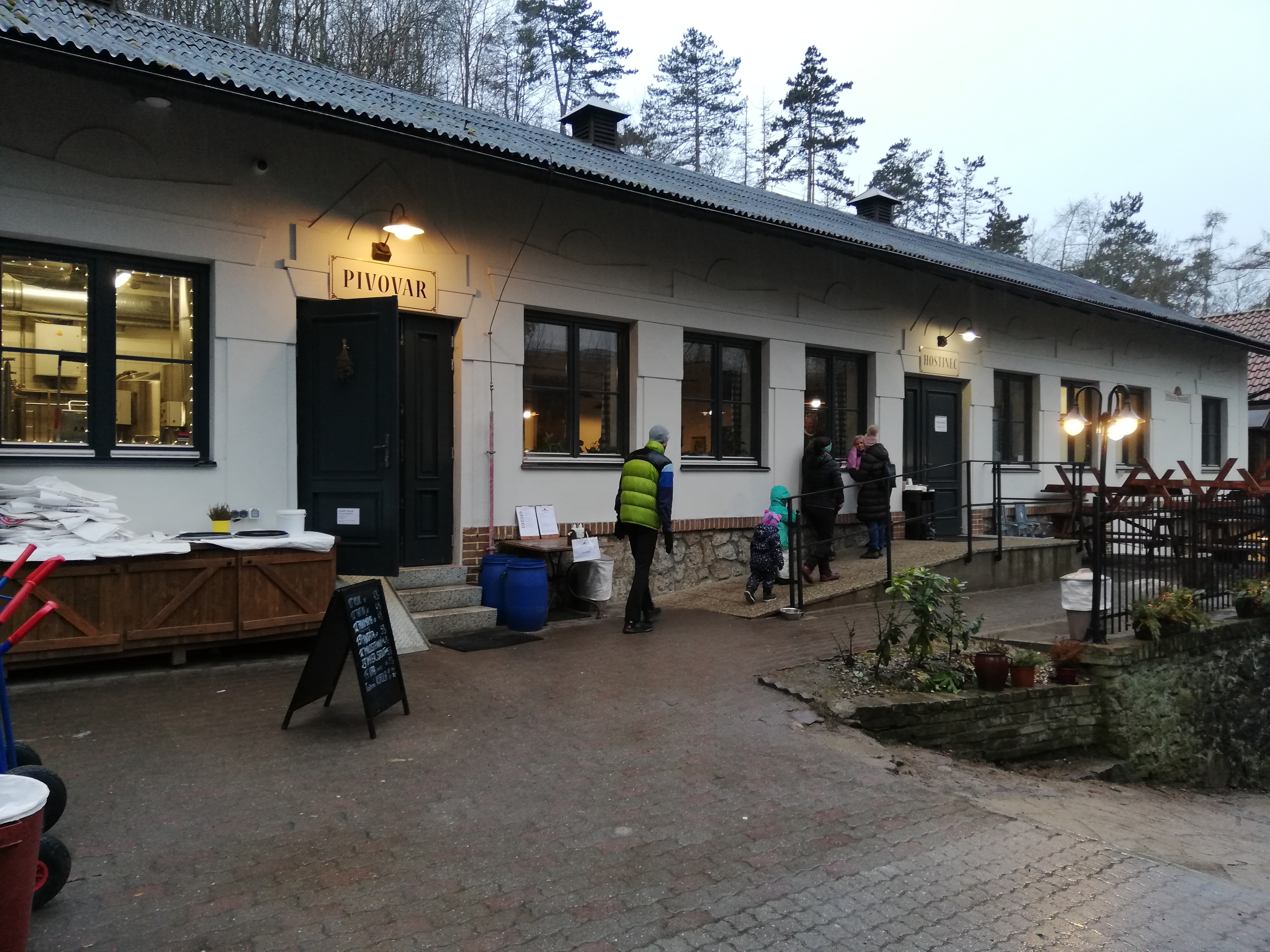
Pravá část budovy (hostinec)

## Vybavení a technologie

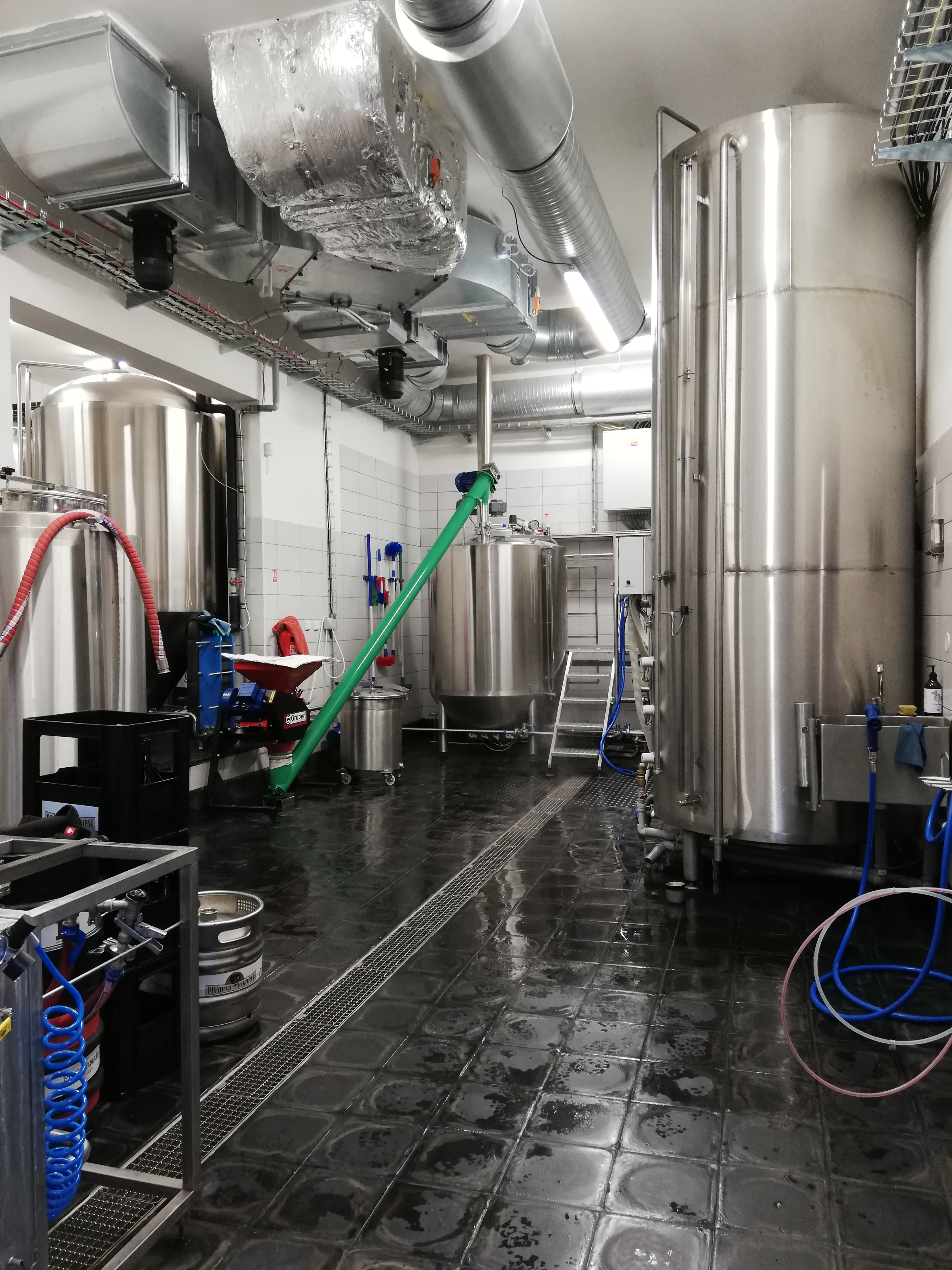
Vnitřní vybavení Prokopského pivovaru s.r.o.

- Tanky od české rodinné strojírenské firmy ROLF ANTIKOR;[1][8]
- Varny od firmy INOX Processing zabývající se výrobou nerezových komponent a zařízení pro pivovary;[1][9]
- CIP stanice[pozn. 3] a bojler od rodinné firmy HD Servis - Doubek Milan z Pacova[1][11]